# Girl on Fire (chanson)
Cet article concerne la chanson d'Alicia Keys. Pour l'album d'Alicia Keys, voir Girl on Fire.
Pour les articles homonymes, voir Girl on Fire.
Singles de Alicia Keys
New Day
(2012)
Girl on Fire est une chanson de l'artiste américaine Alicia Keys sortie le 4 septembre 2012 sous le label RCA Records. C'est le 1er single extrait de son 5e album studio éponyme Girl on Fire sorti en 2012. Une seconde version intitulée Inferno contient deux couplets de la rappeuse américaine Nicki Minaj. Girl on Fire est écrite par Jeff Bhasker, Alicia Keys, Salaam Remi, Billy Squier et produit par Jeff Bhasker, Salaam Remi.
La version Inferno apparaît sur l'album alors que la version « simple » n'est qu'un titre bonus sur l'édition japonaise. La version bluelight est également disponible. Il s'agit d'une version plus « douce » et moins rythmée.

## Formats et liste des pistes
- Téléchargement digital – Main Single

1. Girl on Fire – 3:44

- Téléchargement digital – Bluelight Remix

1. Girl on Fire – 4:22

- Téléchargement digital – Inferno Remix

1. Girl on Fire (featuring Nicki Minaj) – 4:30

- Remixes EP[1]

1. Girl on Fire – 3:44
2. Girl on Fire (Inferno Version) (featuring Nicki Minaj) – 4:30
3. Girl on Fire (Bluelight Version) – 4:22
4. Girl on Fire (Instrumental Version) – 3:45

- CD Single

1. Girl on Fire – 3:44
2. Girl on Fire (Inferno Version) (featuring Nicki Minaj) – 4:30

## Clip
Le clip est réalisé par Sophie Muller. Il est présenté le 19 octobre 2012 durant l'émission 106 & Park sur BET.
Le clip de la version Inferno est quant à lui présenté sur Vevo le 2 novembre 2012. C'est le même clip avec les couplets additionnels de Nicki Minaj.
Dans le clip, Alicia Keys est une mère de famille qui passe l'aspirateur, fait la vaisselle, la cuisine, le ménage, etc.
"This girl is on fire ", le refrain, parle 
de ces femmes au foyer qui sont "sur le feu", toujours à travailler, à avoir quelque chose à faire.

## Classements et certifications
| Classement (2012)                       | Meilleure position |
| --------------------------------------- | ------------------ |
| Australie (ARIA)                        | 12                 |
| Australie Urban (ARIA)                  | 2                  |
| Autriche (Ö3 Austria Top 40)            | 1                  |
| Belgique (Flandre Ultratop 50 Singles)  | 6                  |
| Belgique (Wallonie Ultratop 50 Singles) | 7                  |
| Canada (Hot 100)                        | 6                  |
| Tchéquie (IFPI Rádio)                   | 8                  |
| Danemark (Tracklisten)                  | 5                  |
| France (SNEP)                           | 5                  |
| Allemagne (Media Control AG)            | 4                  |
| Hongrie (Rádiós Top 40)                 | 6                  |
| Hongrie (Single Top 40)                 | 7                  |
| Irlande (IRMA)                          | 15                 |
| Italie (FIMI)                           | 18                 |
| Japon (Japan Hot 100)                   | 5                  |
| Pays-Bas (Nederlandse Top 40)           | 5                  |
| Nouvelle-Zélande (RMNZ)                 | 7                  |
| Norvège (VG-lista)                      | 13                 |
| Roumanie (Top 100)                      | 1                  |
| Écosse (OCC)                            | 6                  |
| Slovaquie (IFPI Rádio)                  | 1                  |
| Corée du Sud (Gaon International Chart) | 1                  |
| Espagne (PROMUSICAE)                    | 10                 |
| Suède (Sverigetopplistan)               | 29                 |
| Suisse (Schweizer Hitparade)            | 5                  |
| Royaume-Uni (UK Singles Chart)          | 5                  |
| États-Unis (Hot 100)                    | 11                 |
| États-Unis (Pop Airplay)                | 10                 |
| États-Unis (R&B/Hip-Hop Songs)          | 2                  |
| États-Unis (Adult Pop Songs)            | 10                 |

| Classement (2012)              | Position |
| ------------------------------ | -------- |
| Belgique (Flandre)             | 62       |
| Belgique (Wallonie)            | 92       |
| Pays-Bas                       | 25       |
| États-Unis (R&B/Hip-Hop Songs) | 79       |

| Pays                     | Certifications | Ventes    |
| ------------------------ | -------------- | --------- |
| Allemagne (BVMI)         | Platine        | 300 000   |
| Australie (ARIA)         | 3 × Platine    | 210 000   |
| Autriche (IFPI)          | Or             | 15 000    |
| Belgique (BEA)           | Or             | 15 000    |
| Canada (Music Canada)    | 2 × Platine    | 160 000   |
| Danemark (IFPI)          | Platine        | 30 000    |
| Italie (FIMI)            | Platine        | 30 000    |
| Pays-Bas (NVPI)          | Or             | 10 000    |
| Nouvelle-Zélande (RIANZ) | Platine        | 15 000    |
| Suisse (IFPI)            | Platine        | 30 000    |
| États-Unis (RIAA)        | 2 × Platine    | 2 946 000 |

## Historique de sortie
| Region     | Date              | Format                   | Version                                     | Label                    |
| ---------- | ----------------- | ------------------------ | ------------------------------------------- | ------------------------ |
| France     | 4 septembre 2012  | Téléchargement digital   | Main Single, Inferno Remix, Bluelight Remix | Sony Music Entertainment |
| Allemagne  | 4 septembre 2012  | Téléchargement digital   | Inferno Remix                               | Sony Music Entertainment |
| États-Unis | 4 septembre 2012  | Téléchargement digital   | Main Single, Inferno Remix, Bluelight Remix | RCA Records              |
| États-Unis | 11 septembre 2012 | Rhythmic, Urban, airplay | Inferno Remix                               | RCA Records              |
| États-Unis | 11 septembre 2012 | Urban AC airplay         | Bluelight Remix                             | RCA Records              |
| États-Unis | 9 octobre 2012    | Mainstream / CHR airplay | Main Single, Inferno Remix                  | RCA Records              |